# Productiecapaciteit
De productiecapaciteit is de maximale hoeveelheid goederen en diensten die men kan produceren in een gegeven tijdsinterval wanneer men alle productiefactoren voor 100% inzet, zonder dat het bedrijf of vennootschap er aan ten onder gaat. 
Dit wil echter niet zeggen dat als een bedrijf alles voor 100% inzet, de winst maximaal is. 
Men spreekt ook wel over het vermogen van een bedrijf, bijvoorbeeld uitgedrukt in ton: Het vermogen van bedrijf XYZ is 450 ton per dag. Dit wil niet zeggen dat het bedrijf effectief aan dit getal moet voldoen. 
Een bedrijf kan ook op minder dan volle capaciteit draaien. Dit zal naargelang de vraag zijn. Bijvoorbeeld de kerncentrale van Doel kan enorme hoeveelheden energie produceren maar kan ze niet allemaal kwijt aan Belgische klanten. Dus oftewel moeten ze de energie verkopen aan het buitenland of anders moeten ze minder beginnen produceren. Wat niet altijd gemakkelijk is.
Wil een onderneming meer kunnen produceren dan zal ze bepaalde factoren moeten aanpassen. Het bedrijf zal moeten uitbreiden of een andere werkwijze toepassen. Enkel dan zal de productiecapaciteit kunnen veranderen.
De meeste bedrijven hebben bij normale bezetting een bezettingsgraad van ongeveer 85%.